# Veranda's Willems-Crelan
Veranda's Willems-Crelan was een professionele continentale wielerploeg met een Belgische licentie die actief was in het wegwielrennen en het veldrijden.

## Geschiedenis
Het team werd voor aanvang van het seizoen 2013 opgericht onder de naam Veranda's Willems. Tussen 2013 en 2016 was het team geregistreerd als continentaal team. Met renners als Gaëtan Bille, Timothy Dupont, Aidis Kruopis en Olivier Pardini boekte het team vele successen. Dit in wedstrijden als: Driedaagse van West-Vlaanderen, Nokere Koerse en Halle-Ingooigem.
Eind 2016 raakte bekend dat oud-renner Nick Nuyens samen met Chris Compagnie de ploeg opkocht. Er kwam een fusie met Crelan-Vastgoedservice onder de naam Veranda's Willems - Crelan, vanaf 1 januari 2017. Het team werd versterkt met onder anderen Stijn Devolder en Huub Dujn. Naast het wegteam werden ook vier veldrijders aangetrokken: De Belgen Jappe Jaspers, Tim Merlier en Wout van Aert, als ook de Nederlander Stan Godrie.
De status van het team ging met de nieuwe samenstelling omhoog naar 'professioneel continentaal'. In haar eerste seizoen met deze status (2017) ontving de ploeg wildcards voor onder andere E3 Harelbeke, Gent-Wevelgem en de Ronde van Vlaanderen. In het seizoen ging het verantwoordelijke bedrijf Sniper Cycling verder met Roompot-Nederlandse Loterij als Roompot-Charles.

## Bekende oud-renners

### Belgen
- Wout van Aert (2017-2018)
- Joeri Calleeuw (2015-2016)
- Dimitri Claeys (2015)
- Dominique Cornu (2015)
- Sean De Bie (2018)
- Tim De Troyer (2016)
- Stijn Devolder (2017-2018)
- Jan Ghyselinck (2016)
- Michael Goolaerts (2014, 2017-2018)
- Daan Myngheer (2015)
- Olivier Pardini (2013-2015)
- Stijn Steels (2018)
- Nicolas Vereecken (2014)
- Gianni Vermeersch (2016)
- Zico Waeytens (2018)
- Otto Vergaerde (2017)

### Nederlanders
- Huub Duijn (2017-2018)
- Stan Godrie (2017-2018)
- Kai Reus (2015)

## Oudere teamsamenstellingen
- Veranda's Willems-Crelan/2018
- Veranda's Willems-Crelan/2017
- Verandas Willems/2016
- Verandas Willems/2015
- Verandas Willems/2014
- Verandas Willems/2013